# (36310) 2000 KN31
2000 KN31 (asteroide 36310) é um asteroide da cintura principal. Possui uma excentricidade de 0.09190110 e uma inclinação de 1.41170º.
Este asteroide foi descoberto no dia 28 de maio de 2000 por LINEAR em Socorro.